# Stenopsyche grahami
Stenopsyche grahami är en nattsländeart som beskrevs av Martynov 1931. Stenopsyche grahami ingår i släktet Stenopsyche och familjen Stenopsychidae. Inga underarter finns listade i Catalogue of Life.